# Open Badges
Open Badges (engl. Offene Abzeichen) ist ein System digitaler Zertifikate oder Lernabzeichen, das von der Mozilla Foundation und der MacArthur Foundation gemeinsam entwickelt wurde.

## Funktionsweise
Traditionell werden die Teilnahme an Schulungen, das Ablegen von Prüfungen oder generell das Vorhandensein bestimmter Fertigkeiten oder Kenntnisse mit Zertifikaten (siehe z. B. Liste der IT-Zertifikate) oder Teilnahmebestätigungen belegt. Mit Open Badges bekommen solche Bestätigungen und Nachweise einen digitalen Charakter. Mit diesen Badges (englisch für Abzeichen, Ausweis, Erkennungszeichen) soll ein Benutzer an zentraler Stelle mitteilen können, was er gelernt hat bzw. über welche Fähigkeiten und Fertigkeiten er verfügt – unabhängig davon, wo die Badges erworben wurden. Ausstellen kann sie praktisch jede Organisation oder Einzelperson. Zunehmend werden digitale Badges im Bildungsbereich (Schulen, Hochschulen) eingesetzt.
Alle Open Badges basieren auf einem gemeinsamen Standard und können aufeinander aufbauen, ganz gleich, ob sie von derselben Organisation oder verschiedenen Einrichtungen ausgegeben werden. Zudem können die Nutzer Lernabzeichen mit dem Open Badges Backpack sammeln und an beliebiger Stelle im Netz zeigen. Die für Open Badges genutzte Software ist Open Source.
Technisch werden die Badges über eine PNG-Bilddatei realisiert, in der die erworbenen Kenntnisse, Fertigkeiten usw. als Metadaten in optionalen Datenblöcken, den sogenannten Chunks (englisch für Datenblock), gespeichert werden.

## Systeme, die Open Badges nutzen
- Moodle ab Version 2.5[4][5]
- Mahara (über Plugin)[6][7]
- Lernmanagementsystem Totara ab Version 2.4[8]
- Lernmanagementsystem ILIAS ab Version 5.2[9]
- Lernmanagementsystem OpenOlat ab Version 19.x

## Erzeugen von Open Badges
Werkzeuge erleichtern das Entwerfen und Erzeugen von Badges. Bei der Gestaltung von Badges sollten Design-Richtlinien beachtet werden.

### Mediale Rezeption
- http://www.nytimes.com/2012/11/04/education/edlife/show-me-your-badge.html
- https://techcrunch.com/2013/03/14/mozilla-launches-open-badges-1-0-a-new-standard-to-recognize-and-verify-online-learning-and-education/
- http://www.golem.de/news/open-badges-1-0-zeig-was-du-kannst-1303-98207.html
- https://www.pro-linux.de/news/1/19569/mozilla-open-badges-10-zeigen-faehigkeiten.html
- https://www.linux-magazin.de/NEWS/Open-Badges-findet-Unterstuetzer
- https://www.linux-magazin.de/NEWS/Mozilla-stellt-Lernabzeichen-vor
- https://www.linux-magazin.de/NEWS/Open-Badges-findet-Unterstuetzer
- http://ssscnews.uk.com/2014/03/20/heard-open-badges/